# Apomecyna collarti
Apomecyna collarti är en skalbaggsart som beskrevs av Stefan von Breuning 1948. Apomecyna collarti ingår i släktet Apomecyna och familjen långhorningar. Inga underarter finns listade i Catalogue of Life.